# Микаберидзе, Константин Арчилович
Константин (Котэ) Арчилович Микаберидзе (груз. კონსტანტინე არჩილის ძე მიქაბერიძე) (1896, Темрюк, Российская империя — 9 января 1973, Тбилиси, Грузинская ССР, СССР) — советский и грузинский актёр, режиссёр и сценарист. Заслуженный деятель искусств Грузинской ССР (1945).

## Биография
Родился в 1896 году в Темрюке. В кино с 1918 года, сначала в качестве актёра. В 1920 году поступил на актёрский факультет Тифлисского театрального института, который окончил в 1925 году. Расцвет популярности приходится на начало 1920-х годов, когда он снимался во многих фильмах. В 1928 году попробовал себя в режиссуре, а также в сценаристике.
В конце 1940х годов снял несколько анимационных фильмов.
Скончался 9 января 1973 года в Тбилиси.

## Фильмография

### Актёр
- 1921 — Убийство Генерала Грязнова — Лаборье, революционер
- 1924 — Три жизни
- 1925 —
  - Дело Тариэла Мклавадзе
  - Наездник из Вайлд Вест
- 1926 — 
  - Дина Дза-Дзу
  - Ханума — Ило
- 1927 — Два охотника — Мгелия
- 1928 — Цыганская кровь
- 1934 — Последний маскарад — Галипели
- 1947 — Колыбель поэта — Папуна
- 1962 — Два рассказа

### Режиссёр
- 1929 — Моя бабушка + сценарист
- 1932 — Гасан + сценарист
- 1937 — Каджети + сценарист
- 1939 — Запоздалый жених
- 1941 — Форпост
- 1952 — Зурико да Марико + сценарист

### Сценарист
- 1956 — Волшебная свирель